# Široké
Široké (in ungherese Siroka) è un comune della Slovacchia facente parte del distretto di Prešov, nella regione omonima.